# Bendlerblock

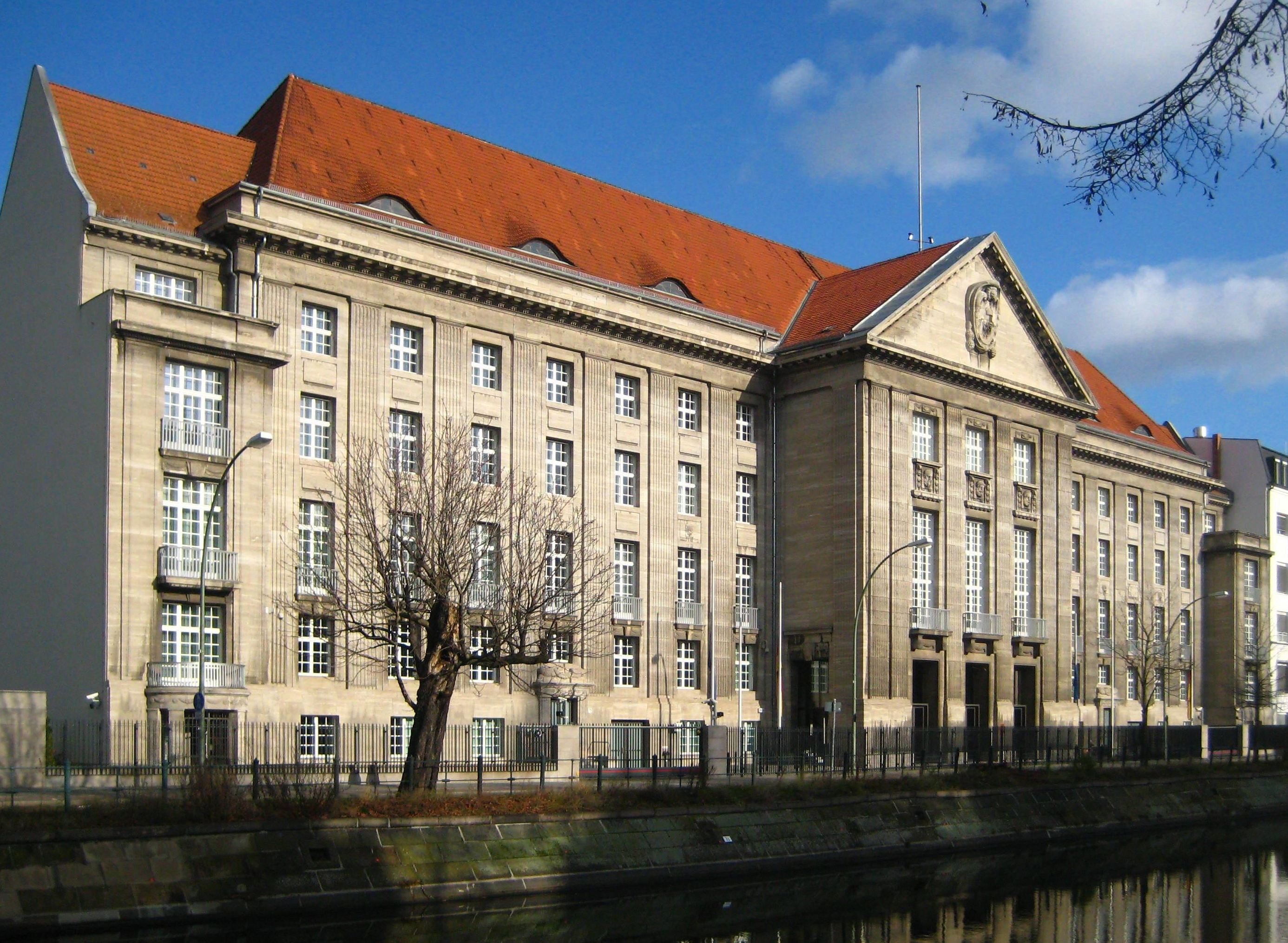
Fachada sul no Canal Landwehr.

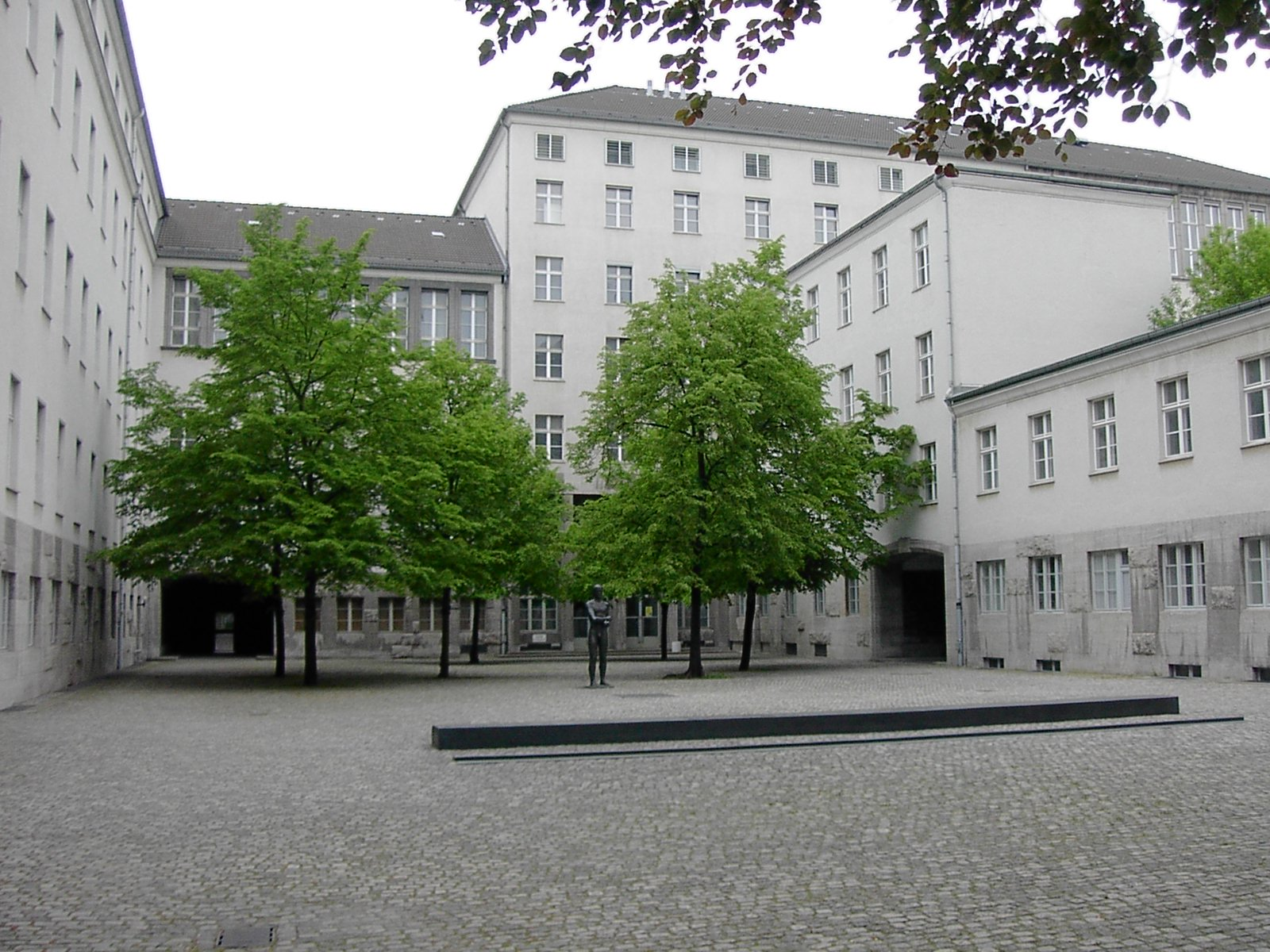
O pátio do Bendlerblock, onde os conspiradores do 20 de julho de 1944 foram executados.

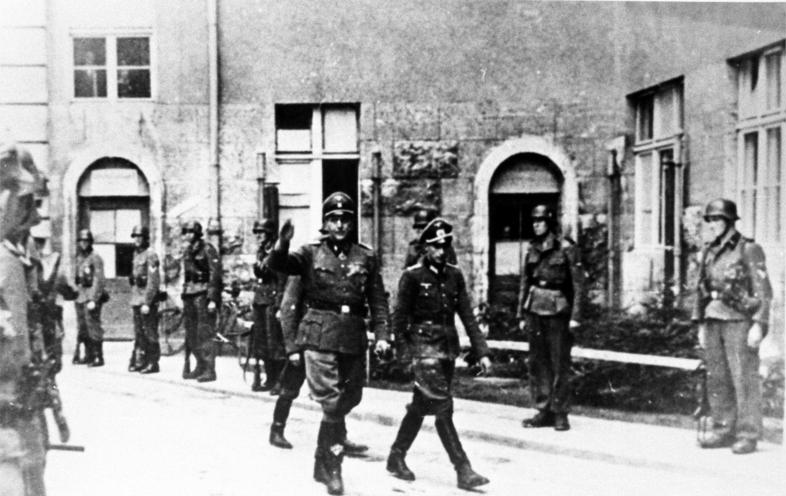
O oficial da Waffen-SS Otto Skorzeny entra no Bendlerblock, em julho de 1944.

O Bendlerblock é um complexo de edifícios localizado no distrito de Tiergarten, em Berlim, na Alemanha, situado na Stauffenbergstraße (anteriormente chamada de Bendlerstraße). Construído em 1914 para sediar vários escritórios da Marinha Imperial Alemã (Kaiserliche Marine), passou a abrigar o Ministério do Reichswehr após a Primeira Guerra Mundial. Ampliado significativamente durante o regime nazista, foi utilizado por vários departamentos do Oberkommando der Wehrmacht (OKW) a partir de 1938, especialmente pelo Oberkommando des Heeres e pela agência de inteligência Abwehr.
Neste local o mentor da Operação Valquíria, Claus Schenk Graf von Stauffenberg, e três outros conspiradores da resistência alemã foram executados, dia depois do ataque mais espetacular de que Adolf Hitler escapou, em 21 de julho de 1944 e que ficou conhecido como Atentado de 20 de julho.